# Ihr Auftrag, Pater Castell
Ihr Auftrag, Pater Castell ist eine Krimireihe, die von der Universum Film AG (Ufa) in München und Rom produziert wurde und seit dem 8. Mai 2008 im ZDF ausgestrahlt wird. In der Titelrolle ist Francis Fulton-Smith als Sonderbeauftragter des Vatikans zu sehen.

## Handlung
In der Reihe „Ihr Auftrag, Pater Castell“ werden Kriminalfälle gezeigt, in der Kirche und Polizei zusammenarbeiten müssen, weil die Fälle die Existenz der Kirche gefährden könnten, ein Mann der katholischen Kirche in Deutschland aber nicht alleine ermitteln darf.

## Hintergrund
Der Arbeitstitel der Serie war Das fünfte Gebot.
Monsignore Simon Castell ist ein Jesuit, der mit Sonderauftrag des Vatikans in der ganzen Welt Kriminalfälle zu lösen hat, die immer in Zusammenhang mit der Kirche stehen.
Pater Castell musste deshalb die verschiedensten Fähigkeiten erwerben, wie Flugzeug fliegen, verschlossene Schlösser und Türen öffnen, Selbstverteidigung erlernen und auch Motorräder reparieren.
Sendebegleitend zur 1. Staffel zeigte das ZDF in der sendereigenen Mediathek 4 sogenannte Webisodes, Kurzgeschichten, in denen die Vorgeschichte des Paters erzählt wird, wie er zum Sonderbeauftragten ausgebildet wurde.
Jede Folge umfasst normalerweise 45 Minuten. Der Start der 3. Staffel wurde wegen des umfangreichen Szenariums in einer Doppelfolge mit 90 Minuten gesendet.

## Hauptdarsteller
| Schauspieler         | Rollenname          | Folgen | Bemerkungen            |
| -------------------- | ------------------- | ------ | ---------------------- |
| Francis Fulton-Smith | Pater Simon Castell | 1–14   | Monsignore             |
| Christine Döring     | Marie Blank         | 1–14   | Hauptkommissarin       |
| Hans Peter Hallwachs | Kardinal Scarpia    | 1–14   | Kardinalstaatssekretär |
| Maja Celiné Probst   | Lisa Blank          | 1–10   | Tochter von Marie      |
| Lisa Kreuzer         | Franziska Blank     | 1–10   | Mutter von Marie       |
| Anatole Taubman      | Dr. Jens Deißmann   | 1–4    | Gerichtsmediziner      |
| Ercan Durmaz         | Dr. Jens Deißmann   | 5–14   | Gerichtsmediziner      |

## Episodendarsteller
| Schauspieler             | Rollenname           | Folgen   | Bemerkungen         |
| ------------------------ | -------------------- | -------- | ------------------- |
| Robert Giggenbach        | Martin Enderer       | Folge 1  | Bauunternehmer      |
| Dietrich Mattausch       | Abt Franziskus       | Folge 3  |                     |
| Verena Klein             | Andrea Hellmann      | Folge 7  |                     |
| Wilfried Klaus           | Dr. Munz             | Folge 8  |                     |
| Götz Schubert            | Frank Kleinert       | Folge 9  |                     |
| Gilbert von Sohlern      | Prälat Zenker        | Folge 9  |                     |
| Helmut Zierl             | Werner Lenzen        | Folge 9  |                     |
| Catherine Flemming       | Sarah von Rothenburg | Folge 10 |                     |
| Reiner Schöne            | Kardinal Sanchez     | Folge 11 | Kardinal im Vatikan |
| Andreas Schmidt-Schaller | Aaron Bullinger      | Folge 12 | Amischer            |
| Rufus Beck               | Sergio Spinoza       | Folge 13 |                     |
| Alexander Held           | Viktor Tollar        | Folge 14 |                     |

## Episodenliste

### Staffel 1
| Nr. (ges.) | Nr. (St.) | Originaltitel             | Erstausstrahlung | Regie          | Drehbuch                     |
| ---------- | --------- | ------------------------- | ---------------- | -------------- | ---------------------------- |
| 1          | 1         | Das Labyrinth             | 8. Mai 2008      | Ulrich Zrenner | Lorenz Stassen               |
| 2          | 2         | Die Leiche im Karlsgraben | 15. Mai 2008     | Ulrich Zrenner | Lorenz Stassen               |
| 3          | 3         | Der 10. Mönch             | 22. Mai 2008     | Ulrich Zrenner | Frank Koopmann & Roland Heep |
| 4          | 4         | Der letzte Heide          | 29. Mai 2008     | Ulrich Zrenner | Marija Erceg                 |

### Staffel 2
| Nr. (ges.) | Nr. (St.) | Originaltitel                  | Erstausstrahlung | Regie        | Drehbuch          |
| ---------- | --------- | ------------------------------ | ---------------- | ------------ | ----------------- |
| 5          | 1         | Die Loge                       | 15. Okt. 2009    | Axel Barth   | Lorenz Stassen    |
| 6          | 2         | Der Schatz des Kaufmanns       | 22. Okt. 2009    | Florian Kern | Lorenz Lau-Uhle   |
| 7          | 3         | Auf dem Jakobsweg              | 29. Okt. 2009    | Florian Kern | Michael B. Müller |
| 8          | 4         | Das Voynich-Manuskript         | 5. Nov. 2009     | Florian Kern | Lorenz Stassen    |
| 9          | 5         | Der Pelikan                    | 12. Nov. 2009    | Florian Kern | Lorenz Stassen    |
| 10         | 6         | Das Geheimnis des Kreuzritters | 19. Nov. 2009    | Axel Barth   | Lorenz Lau-Uhle   |

### Staffel 3
| Nr. (ges.) | Nr. (St.) | Originaltitel                         | Erstausstrahlung | Regie        | Drehbuch                        |
| ---------- | --------- | ------------------------------------- | ---------------- | ------------ | ------------------------------- |
| 11a        | 1a        | Die Jesustafel (1)                    | 13. Mai 2010     | Florian Kern | Lorenz Stassen                  |
| 11b        | 1b        | Die Jesustafel (2) / Die Verschwörung | 13. Mai 2010     | Florian Kern | Lorenz Stassen                  |
| 12         | 2         | Das Geheimnis der letzten Tage        | 27. Mai 2010     | Axel Barth   | Michael B. Müller               |
| 13         | 3         | Die Priesterin                        | 3. Juni 2010     | Florian Kern | Lorenz Stassen & Ralf Löhnhardt |
| 14         | 4         | Sodom & Gomorrha                      | 3. Juni 2010     | Axel Barth   | Lorenz Stassen                  |

## DVD-Veröffentlichung
- Staffel 1 – Folgen 1–4, erschienen am 20. November 2009
- Staffel 2 – Folgen 5–10, erschienen am 18. Dezember 2009

Die DVDs erschienen bei „ZDF Video“ als DVD-9 Medientyp und beinhalten eine vollständige Staffel.
- Komplettbox der Staffeln 1–3 erschien am 15. April 2016, Herausgeber ist Studio Hamburg Enterprises